# دوميترو سي موروزي
دوميترو كونستانتين موروزي (ويُعرف كذلك باسم ديميتري موروزي؛ 1 أو 2 يوليو 1850 – 9 أكتوبر 1914)، موظف حكومي وكاتب أرستقراطيّ من الإمبراطورية الروسية وروماني من مواليد مولدافيا. أصله من عائلتيّ موروسيس وستوردزا المرموقتين، وهو ابن المغامر كونستانتين دي موروزي، الذي تحوّل بولائه بين مولدافيا، وروسيا، والممالك المتحدة. وعمّ دوميترو هو ألكساندرو «أليكو» موروزي، الذي ترأس الحكومة المولدافية لفترة قصيرة، وتوّجت أخته غير الشقيقة ناتاليا كيكو موروزي ملكةً على صربيا لفترة من الوقت. ودوميترو هو خالُ المؤرخ غيورغي آي براتيانو.
يُعدّ موروزي أديبًا تمرّس في فرنسا، وتولى منصبًا ضمن البيروقراطية العسكرية الروسية خلال الحرب الروسية العثمانية (1877–1878). وعلى الضد من روسوفيليا والده، اختار موروزي الولاء للقومية الرومانية، وعلى إثر ذلك خسِر أملاك عائلته في بيسارابيا. هاجر موروزي إلى مملكة رومانيا المتشكلة حديثًا، وحصل على الجنسية الرومانية في ثمانينيات القرن التاسع عشر. ثم أسهم في إدارة دبروجة الشمالية –واضطلع بدور مهم في تحديث سولينا، وكذلك في الاستيطان الإثني في المنطقة.
وفي سولينا نفسها أٌصيب موروزي بأمراض تسبّبت في صممه وطرحته في الفراش. حاول أن يكسب رزقه كملحن أوبرا، قبل أن يتحول للصحافة. بدأ موروزي في كتابة تحليلات عن الاستبداد القيصري أثناء الثورة الروسية 1905، وفيها شدد على أن الإمبراطورية ذات القوميات المتعددة على وشك الانقسام على أسس إثنية. شيئًا فشيئًا أخذت تلك المقالات المتسلسلة تجتذب انتباه وحماس المزيد من القوميين البارزين، بمن فيهم المؤرخ نيكولاي يورغا. سهّل يورغا لموروزي الاتصال بدائرته لمجلة سامانوتوريست، والتي نشرت مذكراته ومقالاته في نيامول رومانيسك ويونيرا، وجنده في صف الحزب الوطني الديمقراطي.
يتمثل الإسهام الأدبي الأبرز لموروزي في الروايات الاجتماعية التي تصور تاريخ عائلته، وبشكل عام المصير المشترك لنخب بيسارابيا. تضمّ تلك الروايات رسالةً تنادي بالقومية والمحافظة، وتميل إلى معاداة السامية والماسونية، مع تبنّي النموذج الكلاسيكي لسرد القصص. راجت تلك الروايات في أوساط المثقفين الرومانيين على جانبي الحدود، ولقيت استحسان النقاد، لكنها فشلت في إحداث تأثير كبير في الثقافة. تعرضت أعمال موروزي لحظر الرقابة في جمهورية رومانيا الاشتراكية والاتحاد السوفيتي، إنما أُعيد الاعتراف به بعد العام 1993 بوصفه من أوائل المساهمين في كل من الأدبين الروماني والمولدوفي.

## السيرة الذاتية

### الأصول والطفولة
ينتمي دوميترو موروزي إلى عائلة موروسيس، التي كانت جزءًا من موجة المهاجرين اليونانيين إلى مولدافيا؛ والتي انصهرت في الأرستقراطية المحلية، أو البوياردوم، التي تعود بأصولها إلى إمبراطورية طرابزون واستقرت في اسطنبول في القرن السابع عشر. وموروزي هو سليل مباشر لنبلاء يونان الفنار، وجده الأكبر هو كونستانتين موروسيس، الذي شغل منصب أمير مولدوفا بين 1777 – 1782. وشغل ابن كونستانتين البكر ألكساندر هذا المنصب، واعتلى لفترة وجيزة العرش الأميري للأفلاق. يُعتبر الابن والأب من المفكرين ورواد التحديث، ويُذكر ألكساندر باعتباره أحد مؤسسي الماسونية الرومانية وراعي العمارة الكلاسيكية الجديدة.
وشقيق ألكساندر هو بيجزاد ديميتري، الذي عمل في منصب الباب العالي في الإمبراطورية العثمانية، وأسهم في صياغة معاهدة بوخارست (1812). بموجب تلك المعاهدة، تنازلت مولدافيا عن بيسارابيا للإمبراطورية الروسية –وهي المناسبة التي قد تُشير على ما يبدو إلى انقسام الولاءات عند ديمتري. ونظرًا لفشله في حماية المصالح العثمانية، واجه عقوبة الإعدام على يد قوات الإنكشارية في مدينة شومن. في العام 1820، احتفظ ابن أخيه كونستانتين بمنصب الباب العالي، وأُعدم بالمثل لرفضه التنكّر لأصدقائه في منظمة المجتمع الودي. اضطرت العائلة إلى الفرار من الأراضي العثمانية، بما في ذلك من إمارات الدانوب، بعد أن قاتل العديد من أفراد العائلة في حرب الاستقلال اليونانية. أصبحوا مواطنين روس، بيد أنهم استطاعوا أن يحافظوا على ممتلكاتهم في مولدافيا بمحض التحايل –عبر نقل ملكيتها رسميًا إلى فرع من عائلة روسيتي. ذُكرت مطالبة بالأحقية بالميراث المولدافي من قبل أحد أعمام دوميترو، ألكساندرو «أليكو» موروزي (المولود في العام 1815 تقريبًا والمتوفي في 1878)، والذي تزوج ابنة الهيتمان رادوكانو روسيت (روسيتي). ذكر المؤرخ والمناظر ميهايل كوجالنيشينو أنه بحلول العام 1861، كانت الأسرة ما تزال يونانية بالكامل، وأن ارتباطهم بعائلة روسيتي كان «أساسًا غير مقنعًا» لمزاعمهم بأن لهم أصولٌ مولدافية. ووفقًا لما ذكره كوجالنيشينو، ففي ثلاثينيات القرن التاسع عشر، حمل أفراد عائلة موروزيس جوازات سفر روسية، إذ طلب أليكو أن يُخاطَب بلقب غير مولدافي، مثل نياز موروزي.
كان والد دوميترو، كونستانتين موروزي (1816 – 1886)، أو كوستاشي موروز بيتشينو، ضابطًا في البحرية اليونانية. أنجب ابنًا من زوجته الأولى بوليهريا كانتاكوزينو: الدبلوماسي الروسي ألكساندرو سي موروزي (1842 – 1900). ورث كونستانتين أملاكًا في كل من مولدافيا وإمارة الأفلاق، بما في ذلك في غاروافا، في إقليم فرنتشيا. نظرًا لانجذاب الوالد إلى الأفكار الليبرالية، فقد أُشيع أنه حاول إعتاق عبيده من الغجر، لكنه اضطر للتراجع عن ذلك عندما تمردوا. نُظّم الغجر في جيش خاص، والذي تجهّز في العام 1846 للزحف على مدينة ياش ضد أميرها المولدافي الحاكم ميهايل ستوردزا. فيما بعد، شارك الأخوان موروزي في الثورة المولدافية عام 1848، والتقى كونستانتين شخصيًا بالأمير ستوردزا لتسليمه الرسالة التي وقعها مئات المتظاهرين. سرعان ما أُلقي القبض على أليكو ورُحّل إلى ولاية الدانوب؛ وأصبح كونستانتين خارجًا عن القانون واشتُبه بكونه منهمكًا في حشد جيشٍ خاص ثانٍ، إنما قُبض عليه وطُرد إلى روسيا. نظرًا لشخصيته المندفعة، فقد ظهرَ ذات مرة مرتديًا زيًا إسبانيًا على شرفة أحد فنادق أوديسا، معلنًا نفسه آخر سليل لأباطرة طرابزون. وأعلن أن رجلًا بمثل وسامته لا يولدُ سوى مرة واحدة كل مئة عام.
بعد عودته إلى بلاده في خمسينيات القرن التاسع عشر، تزوج كونستانتين للمرة الثانية من الأميرة إيكاترينا ستوردزا. ويُقال إن حفيدة الأمير إيوان ستوردزا هذه كانت شديدة القُبح، إنما كانت في نفس الوقت متقدة الذكاء ومفعمة بالحيوية؛ وهي والدة دوميترو. ولد دوميترو في مدينة ياش، وقضى أول أربع سنوات من حياته في مقاطعة غاروافا، والتي أعلن فيما بعد أنها مكانه المفضل في العالم. في تلك الفترة، أصبح والده منافسًا للأمير غريغوري ألكساندرو غيكا. ولكونه ما يزال يحمل الجنسية الروسية، فمن المحتمل أن كونستانتين قد عمل عنصرًا للنفوذ الروسي في مولدافيا. في العام 1854، في ذروة حرب القرم، عبر كونستانتين وعائلته من برّ مولدافيا الرئيسي إلى بيسارابيا (التي كانت في ذلك الوقت مقاطعة روسية). وحصل ذلك تنفيذًا لأوامر سلطات الاحتلال النمساوي، بناءً على طلب من الجيش العثماني، أو ربما يكون ذلك بتدبير من الأمير غيكا نفسه. في ستينيات القرن التاسع عشر، شارك كونستانتين بشكل مباشر في الرقابة الروسية على الصحف والمجلات الليبرالية المولدافية.
في مارس من العام 1857، وبعد وفاة القائم مقام تيودور بالش، حظي أليكوم موروزي بفرصة حقيقية لخلافته كأمير، لكن مدة الوصاية امتدت، وذهب المنصب إلى نيكولاي فوغورايد. حسبما ذكره كوجالنيشينو، فقد كان أليكو مالك أراضٍ غائب، وشخصية غير سياسية طوال العقد، قبل أن يشغل مقعدًا في الجمعية للعام 1858؛ وتشير روايات أخرى إلى أنه انخرط في الحزب الوطني، قبل أن يصبح حاكمًا مدنيًا لمدينة غالاتس.